# Pas très catholique
Pour plus de détails, voir Fiche technique et Distribution.
Pas très catholique est un film français réalisé par Tonie Marshall, sorti en 1994.

## Synopsis
Maxime a rompu les amarres avec ses origines bourgeoises voici plus de vingt ans déjà. Depuis ce jour, elle fume trois paquets de cigarettes par jour, collectionne sans distinction amants et maîtresses et dort tout habillée. Détective privée, elle accepte de former à ce rude métier le jeune amant de son patron. Une banale affaire de drogue dans un lycée la confronte brusquement à son passé. Elle découvre bientôt ce qu'est devenu le fils qu'elle n'a fait jadis que mettre au monde, cependant qu'une enquête parallèle, sur un trafic dans l'immobilier, l'amène à accumuler des preuves contre son ancien mari, un très riche homme d'affaires...

## Fiche technique
- Titre : Pas très catholique
- Réalisation : Tonie Marshall
- Scénario : Tonie Marshall
- Production : Frédéric Bourboulon et Michel Propper
- Photographie : Dominique Chapuis
- Son : Alix Comte
- Montage : Jacques Comets
- Musique : Jean-Michel Kajdan
- Pays d'origine :  France
- Format : couleurs
- Genre : comédie dramatique
- Durée : 100 minutes
- Date de sortie :
  -  France : 6 avril 1994

## Distribution
- Anémone : Maxime Chabrier
- Michel Roux : André Dutemps
- Denis Podalydès : Martin
- Christine Boisson : Florence
- Michel Didym : Jacques Devinais
- Grégoire Colin : Baptiste Vaxelaire
- Bernard Verley : Noël Vaxelaire
- Micheline Presle : Michèle Loussine
- Roland Bertin : Monsieur Paul
- Nathalie Krebs : Maryse, la secrétaire
- Josiane Stoléru : Mme Gauthier
- Thierry Gimenez : l'avocat d'affaires
- Bernard Ballet : l'homme qui a peur du chien

## Autour du film
La chanson sur laquelle danse Anémone à la fin du film est Spinning Wheel Blues de Status Quo